# Mihailo Ivanović
Pour les articles homonymes, voir Ivanović.
Mihailo Ivanović (en serbe : Михаило Ивановић), né le 29 novembre 2004 à Novi Sad en Serbie, est un footballeur international serbe qui évolue au poste d'avant-centre au Millwall FC.

## Biographie

### En club
Né à Novi Sad en Serbie, Mihailo Ivanović est formé par l'un des clubs de sa ville natale, le FK Vojvodina Novi Sad. Il signe son premier contrat professionnel avec ce club, le 31 mars 2021.
Il joue son premier match en professionnel le 22 mai 2022, lors d'une rencontre de championnat face au FK TSC Bačka Topola. Il entre en jeu et son équipe s'impose par deux buts à zéro.
Le 7 août 2022, Mihailo Ivanović est prêté à la Sampdoria Gênes pour une saison avec option d'achat. Il joue surtout avec la Primavera et ne fait qu'une apparition avec l'équipe première de la Sampdoria, le 4 juin 2023, lors d'une rencontre de Serie A face au SSC Naples. Il entre en jeu à la place de Fabio Quagliarella lors de ce match perdu par son équipe (2-0 score final).
Ne s'étant pas imposé à la Sampdoria où il n'aura presque pas joué, Ivanović fait son retour au FK Vojvodina Novi Sad à l'été 2023. Le club italien a tout de même essayé de le recruter définitivement en échange d'un transfert à un peu plus d'un million d'euro avec un pourcentage sur la revente, offre refusée par le Vojvodina Novi Sad. Le joueur prolonge alors son contrat avec le club jusqu'en juin 2026.
Le 31 août 2024, Mihailo Ivanović rejoint l'Angleterre en s'engageant avec le Millwall FC.

### En sélection
Avec l'équipe de Serbie des moins de 18 ans, il joue deux matchs en 2021 et marque un but.